# Verbmobil
Verbmobil war ein Projekt zur sprecherunabhängigen maschinellen Übersetzung von Spontansprache zwischen Deutsch, Japanisch und Englisch. Das Projekt wurde unter Federführung des Deutschen Forschungszentrums für Künstliche Intelligenz (DFKI) in den Jahren 1993–2000 in zwei Phasen durchgeführt und mit insgesamt 116 Millionen DM vom Bundesministerium für Bildung, Wissenschaft, Forschung und Technologie (als Leitprojekt) gefördert.
Um die ambitionierte Aufgabe einzugrenzen, konzentrierte man sich in Verbmobil auf die Übersetzung von Dialogen in bestimmten Domänen wie etwa Termin-, Reiseplanung und Hotelreservierung. Als wissenschaftliche Innovationen des Leitvorhabens gelten u. a. die Nutzung der Intonation, der Satzmelodie zum Verständnis des Inhalts sowie die Verzahnung flacher und tiefer Analysekomponenten in einer Multi-Blackboard Architektur.
Verbmobil endete als Projekt mit der Präsentation und der erfolgreichen Evaluierung des Forschungsprototyps auf dem Verbmobil-Symposium, 30. Juli 2010, in Saarbrücken. Das System selbst wurde nicht zum Produkt weiterentwickelt, jedoch sind daraus inzwischen viele andere Innovationen hervorgegangen. Dazu zählen ein weitgehend sprachgesteuertes Auto, das Vorlesen von E-Mails durch den Computer und eine automatische Musiksuche nach Sprachbegriffen im Internet. Der Verbmobil-Forschungsprototyp ist heute Exponat im Demonstrationszentrum für Sprachtechnologie im DFKI in Saarbrücken, ein weiteres Exponat befindet sich als einziges Softwaresystem in der Hall of Fame des Deutschen Museums in München als Dauerausstellung zu neuen Technologien.
An der Universität Tübingen wurden im Rahmen des Verbmobil-II-Projekts semi-automatisch annotierte Baumbanken (syntaktisch annotierte Textkorpora) für die deutsche, japanische und englische Spontansprache (S) erstellt. Die TüBa-D/S umfasst ca. 38.000 Sätze bzw. 360.000 Wörter. Die TüBa-E/S umfasst ca. 30.000 Sätze bzw. 310.000 Wörter. Die TüBa-J/S umfasst ca. 18.000 Sätze bzw. 160.000 Wörter.